# Bâtiment de l'assemblée municipale de Zaječar
Le bâtiment de l'assemblée municipale de Zaječar (en serbe cyrillique : Зграда Скупштине општине у Зајечару ; en serbe latin : Zgrada Skupštine opštine u Zaječaru) se trouve à Zaječar et dans le district de Zaječar, en Serbie. Il est inscrit sur la liste des monuments culturels protégés de la république de Serbie (identifiant no SK 996),.

## Présentation

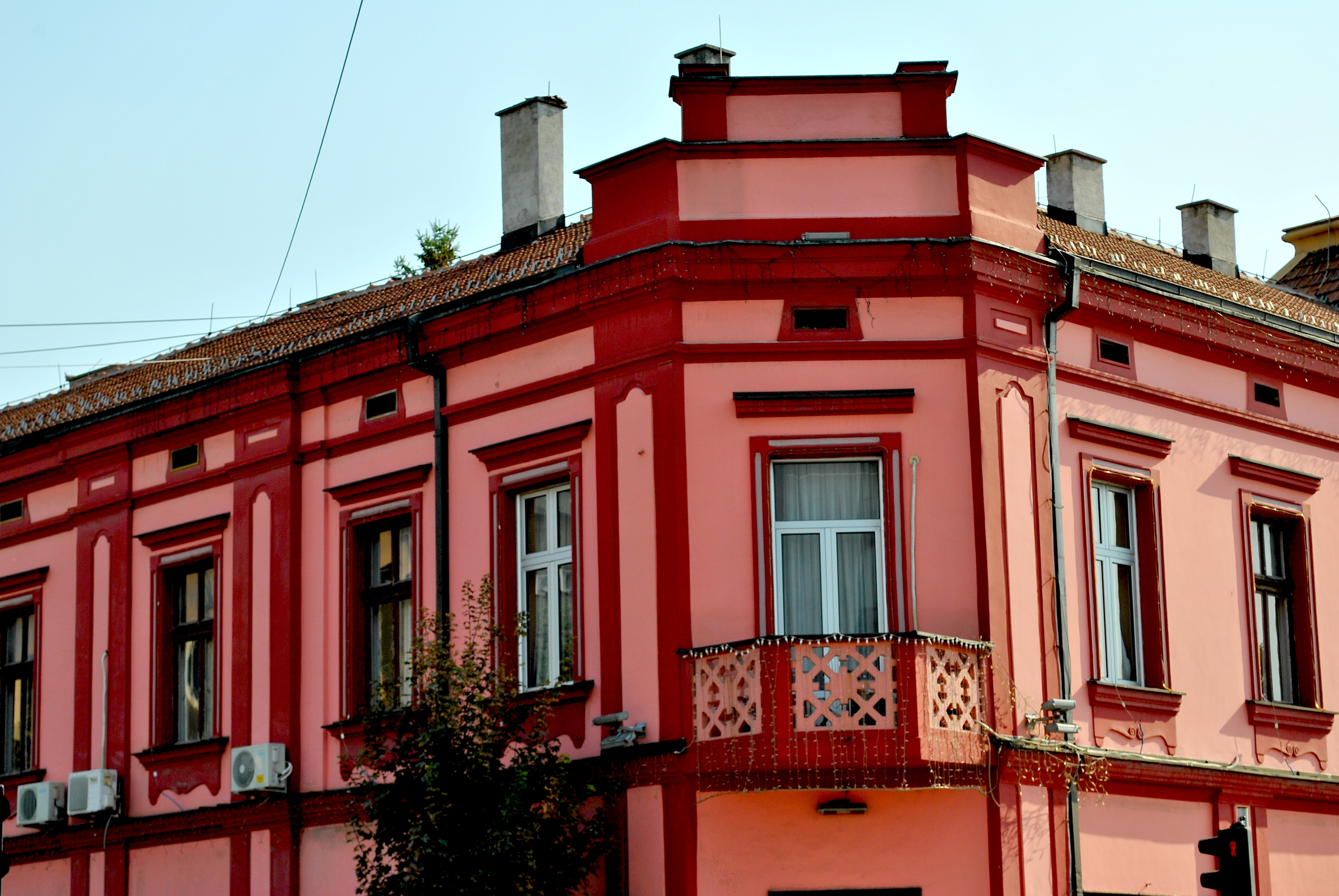
Vue de l'angle du bâtiment.

Le bâtiment de l'Assemblée municipale, situé Trg oslobođenja (Place de la Libération), au centre de la ville, a été construit dans les années 1920 pour accueillir les services de la municipalité de Zaječar ; il abrite aujourd'hui les services du district administratif de Zaječar.
Il se compose d'un rez-de-chaussée avec des locaux divers et des commerces et d'un étage où se trouvent les salles officielles ; le toit est mansardé.
La façade principale s'organise de manière symétrique de part et d'autre d'une avancée centrale où se trouve l'entrée principale de l'édifice.
Le bâtiment témoigne de l'évolution de l'architecture à Zaječar depuis le début du XXe siècle.

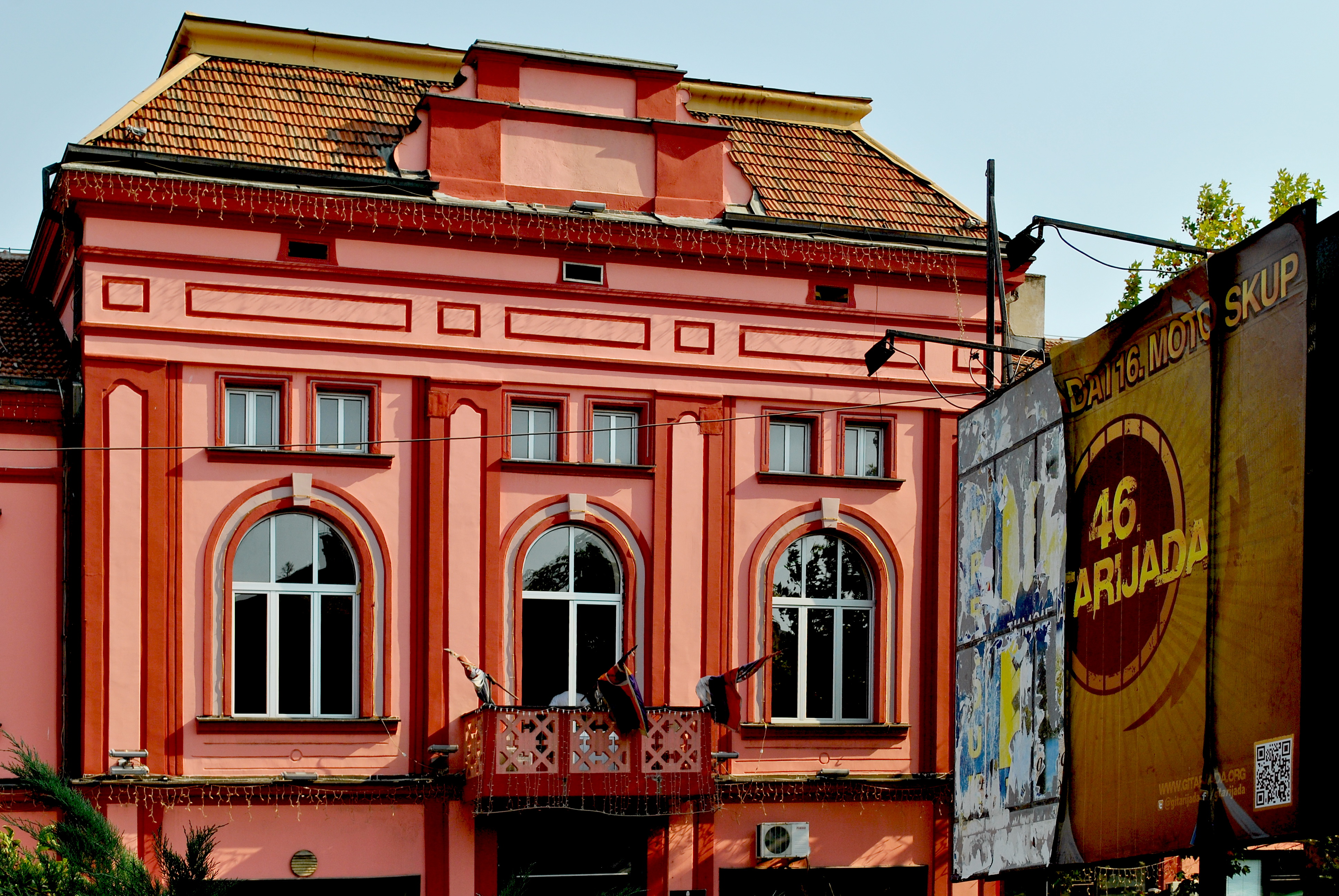
La façade principale.